# Agimont
Agimont (en wallon Naudjumont) est un village de la Fagne en province de Namur (Belgique). Situé sur les hauts de Meuse, le village fait administrativement partie de la commune d'Hastière, en Région wallonne dans la province de Namur. C'était une commune à part entière avant la fusion des communes de 1977.

## Évolution démographique
- Source: DGS, 1831 à 1970=recensements population, 1976= habitants au 31 décembre

## Histoire
Agimont avait un château seigneurial qui était le centre du comté éponyme. La famille de Looz en fut longtemps le seigneur. Ensuite, au XVIIe siècle, il appartint à la famille Wanzoulle. En 1880, un manoir bourgeois est construit sur l’emplacement de l’ancienne forteresse moyenâgeuse, dont subsiste jusqu'à aujourd'hui une tour en ruine. La demeure fut rachetée en 1931 à la famille Puissant, maître de forges de Charleroi, et habité par la famille du « comte de Paris » qui la quitta en 1939. Du manoir, il pouvait observer la France (le descendant de la monarchie française était alors contraint à l'exil, interdit de territoire national), puisqu'il est situé au-dessus de la ville de Givet. Le manoir reste inoccupé après la guerre. À son retour d’exil et pour liquider en partie la succession de son père le duc de Guise, mort en 1940, le Comte de Paris a vendu les propriétés familiales situées a l’étranger (le manoir d’Anjou situé à Woluwe-Saint-Pierre, celui d’Agimont et le palais d’Orléans à Palerme). Le 7 juin 1951, il fut acheté pour la somme de 2.000.000 de francs belges par la fédération des métallurgistes FGTB de Charleroi, et transformé en centre de vacances. Dans les faits, il devient un hôtel-restaurant jusqu'en 1986. En 1989, il est acheté par un Anglais, qui se pend en 1993 à la suite de soucis financiers et administratifs. Une famille anversoise achète le manoir en 1996. Il est détruit par un incendie au début des années 2000, le parquet de Dinant soupçonnant un incendie criminel. Ses ruines sont devenues un décor de paintball.

## Liste des bourgmestres de 1830 à 1977

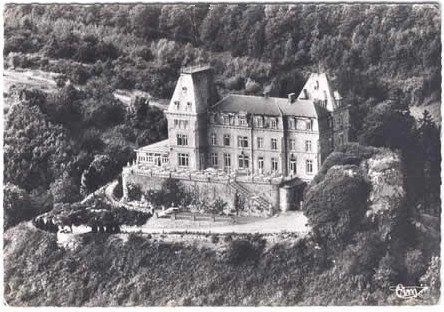
Le château d'Agimont en 1910 (aujourd'hui en ruines)

## Patrimoine

### Patrimoine architectural
- Le village étant à forte orientation touristique, les infrastructures hôtelières y sont développées.
- Le RAVeL 2 passe par Agimont, sur le tracé de l'ancienne ligne 156 de chemin de fer. Agimont y avait une gare.
- Des anciennes carrières.